# Reino de los cielos (Evangelio de Mateo)
Reino de los cielos (en griego: Βασιλεία τῶν οὐρανῶν) es una expresión utilizada en el Evangelio según San Mateo. Se considera generalmente equivalente a la expresión «reino de Dios» (en griego: βασιλεία τοῦ θεοῦ) que aparece en el Evangelio según San Marcos y el Evangelio según San Lucas. Considerado el contenido principal de la predicación de Jesús en el Evangelio de Mateo, el «reino de los cielos» describía «un proceso, un curso de acontecimientos, por el cual Dios comienza a gobernar o a actuar como rey o Señor, una acción, por lo tanto, mediante la cual Dios manifiesta su ser-Dios en el mundo de los hombres».

## En comparación con «reino de Dios»
El erudito clásico Howard W. Clarke señala que Mateo 3:2 es la primera referencia al «reino de los cielos» en el Evangelio de Mateo. Los evangelios de Marcos, Lucas y Juan nunca utilizan esta expresión, prefiriendo en su lugar, en textos paralelos, el término «reino de Dios». El uso que hace Mateo de la palabra «cielo» se ve a veces como un reflejo de la sensibilidad del público judío al que se dirigía este evangelio, y por lo tanto se intentaba evitar la palabra «Dios». La mayoría de los estudiosos consideran que las dos expresiones son teológicamente idénticas. De las treinta y dos veces que Mateo utiliza esta expresión, doce aparecen en material paralelo a Marcos y/o Lucas, que aborda exactamente los mismos temas, pero se refiere sistemáticamente al «reino de Dios»,por ejemplo, la primera Bienaventuranza (Mateo 5:3; cf. Lucas 6:20) y varios comentarios sobre las parábolas o incluidos en ellas (Mateo 13:11, 31, 33; cf. Marcos 4:11, 30; Lucas 8:10; 13:18, 20).
Robert Foster rechaza esta opinión. Le cuesta creer la explicación habitual, ya que Mateo utiliza la palabra «Dios» muchas otras veces e incluso utiliza la expresión «reino de Dios» cuatro veces. Foster sostiene que, para Mateo, los dos conceptos eran diferentes. Para Foster, la palabra «cielo» tenía un papel importante en la teología de Mateo y vincula la expresión especialmente con «Padre que está en los cielos», que Mateo utiliza con frecuencia para referirse a Dios. Foster sostiene que el «reino de Dios» representa el dominio terrenal en el que creían residir los oponentes de Jesús, como los fariseos, mientras que el «reino de los cielos» representa el dominio espiritual más verdadero de Jesús y sus discípulos.
Algunas entidades teológicas, como los testigos de Jehová, creen que solo una minoría selecta de personas, los 144 000 mencionados en el Apocalipsis, podrán entrar en el Reino de los Cielos, mientras que todos los demás hombres justos vivirán en la nueva tierra, que también será gobernada por Dios. Como tal, el Reino de los Cielos formaría parte del Reino de Dios, pero no lo constituiría en su totalidad.

## El fin de los tiempos
Algunos estudiosos creen que cuando se utilizó por primera vez la expresión, tenía un significado escatológico, y el reino de los cielos se refería al fin de los tiempos. Sin embargo, dicen que cuando el juicio final no se produjo en la era de la Iglesia primitiva, los eruditos cristianos llegaron a entender el término en referencia a un estado espiritual interior (véase Lucas 17:21), o a un fin de los tiempos muy retrasado (véase Mateo 24:36). Existe una dificultad para aquellos que creen en un fin de los tiempos retrasado, ya que la frase «el reino de Dios» está vinculada a otras frases como «está cerca» o «se acerca», lo que implica un acontecimiento inminente. Ante este desafío, Albright y Mann sugieren que una mejor traducción sería que el reino «se acerca rápidamente». R. T. France lo ve aún más inmediato, sugiriendo que la frase debería leerse como una referencia a «una situación que ya está comenzando y exige una acción inmediata».
En el Nuevo Testamento se habla del trono de Dios de varias formas: Cielo como el trono de Dios, el trono de David, el trono de la Gloria, el trono de la Gracia y muchos más. El Nuevo Testamento continúa con la identificación judía del cielo mismo como el «trono de Dios», pero también sitúa el trono de Dios «en el cielo» y le atribuye un segundo asiento subordinado a la derecha de Dios para la Sesión de Cristo.